# Население Кыргызстана

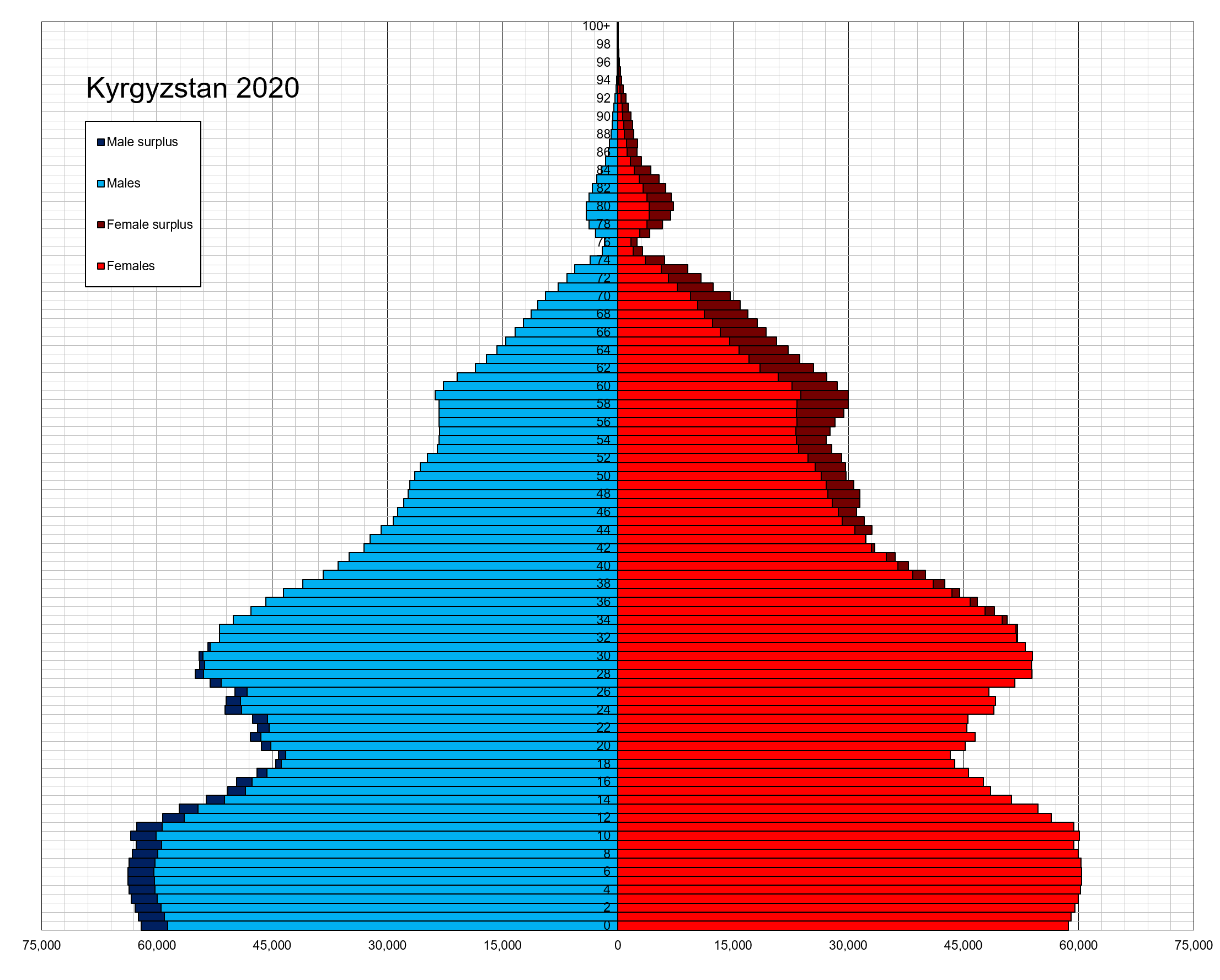
Возрастно-половая пирамида населения Кыргызстана на 2020 год

Общая численность населения Кыргызстана по данным на 1 января 2023 года составляет 7 млн 37 тысяч человек. Кыргызстан занимает 96-е место в списке стран по численности населения. Средняя плотность населения составляет чуть более 35 жителей на км² (145-е место в списке стран по плотности населения).
По данным на начало 2023 года, этнос кыргызы составляет большинство населения (77,7 %). Другие этносы, проживающие в стране: узбеки (14,1 %), русские (3,9 %), дунгане (1 %), уйгуры (0,90 %), таджики (0,89 %) и другие.
Фактическая численность населения столицы Кыргызстана, Бишкека, может значительно отличаться от официальных данных из-за некорректного учёта граждан, временно пребывающих в городе.
Кыргызстан - одна из немногих постсоветских стран, в которой доля сельского населения 58,29% превышает долю городского 41,71% по состоянию на 2024 год ,

## Динамика численности населения
| Динамика численность населения в 1950-2022 годах | Динамика численность населения в 1950-2022 годах | Динамика численность населения в 1950-2022 годах | Динамика численность населения в 1950-2022 годах | Динамика численность населения в 1950-2022 годах | Динамика численность населения в 1950-2022 годах | Динамика численность населения в 1950-2022 годах | Динамика численность населения в 1950-2022 годах | Динамика численность населения в 1950-2022 годах | Динамика численность населения в 1950-2022 годах |
| 1950                                             | 1951                                             | 1952                                             | 1953                                             | 1954                                             | 1955                                             | 1956                                             | 1957                                             | 1958                                             | 1959                                             |
| ------------------------------------------------ | ------------------------------------------------ | ------------------------------------------------ | ------------------------------------------------ | ------------------------------------------------ | ------------------------------------------------ | ------------------------------------------------ | ------------------------------------------------ | ------------------------------------------------ | ------------------------------------------------ |
| 1 740 000                                        | ↗1 763 000                                       | ↗1 792 000                                       | ↗1 825 000                                       | ↗1 862 000                                       | ↗1 902 000                                       | ↗1 947 000                                       | ↗1 995 000                                       | ↗2 048 000                                       | ↗2 066 000                                       |
| 1960                                             | 1961                                             | 1962                                             | 1963                                             | 1964                                             | 1965                                             | 1966                                             | 1967                                             | 1968                                             | 1969                                             |
| ↗2 173 000                                       | ↗2 245 000                                       | ↗2 324 000                                       | ↗2 406 000                                       | ↗2 492 000                                       | ↗2 574 000                                       | ↗2 615 000                                       | ↗2 749 000                                       | ↗2 814 000                                       | ↗2 891 000                                       |
| 1970                                             | 1971                                             | 1972                                             | 1973                                             | 1974                                             | 1975                                             | 1976                                             | 1977                                             | 1978                                             | 1979                                             |
| ↗2 933 000                                       | ↗3 035 000                                       | ↗3 074 000                                       | ↗3 145 000                                       | ↗3 235 000                                       | ↗3 299 000                                       | ↗3 363 000                                       | ↗3 427 000                                       | ↗3 491 000                                       | ↗3 529 000                                       |
| 1980                                             | 1981                                             | 1982                                             | 1983                                             | 1984                                             | 1985                                             | 1986                                             | 1987                                             | 1988                                             | 1989                                             |
| ↗3 593 000                                       | ↗3 662 000                                       | ↗3 735 000                                       | ↗3 814 000                                       | ↗3 898 000                                       | ↗3 975 000                                       | ↗4 052 000                                       | ↗4 134 000                                       | ↗4 213 000                                       | ↗4 290 400                                       |
| 1990                                             | 1991                                             | 1992                                             | 1993                                             | 1994                                             | 1995                                             | 1996                                             | 1997                                             | 1998                                             | 1999                                             |
| ↗4 367 000                                       | ↗4 422 000                                       | ↗4 484 000                                       | ↗4 502 000                                       | ↘4 463 000                                       | ↗4 483 000                                       | ↗4 545 000                                       | ↗4 607 000                                       | ↗4 668 000                                       | ↗4 732 000                                       |
| 2000                                             | 2001                                             | 2002                                             | 2003                                             | 2004                                             | 2005                                             | 2006                                             | 2007                                             | 2008                                             | 2009                                             |
| ↗4 900 000                                       | →4 900 000                                       | ↗4 946 500                                       | ↗4 984 400                                       | ↗5 037 300                                       | ↗5 092 800                                       | ↗5 138 800                                       | ↗5 247 600                                       | ↗5 289 200                                       | ↗5 348 300                                       |
| 2010                                             | 2011                                             | 2012                                             | 2013                                             | 2014                                             | 2015                                             | 2016                                             | 2017                                             | 2018                                             | 2019                                             |
| ↗5 418 300                                       | ↗5 477 600                                       | ↘5 474 000                                       | ↗5 522 500                                       | ↗5 776 600                                       | ↗5 895 000                                       | ↗6 019 500                                       | ↗6 140 200                                       | ↗6 256 700                                       | ↗6 389 500                                       |
| 2020                                             | 2021                                             | 2022                                             | 2023                                             |                                                  |                                                  |                                                  |                                                  |                                                  |                                                  |
| ↗6 523 529                                       | ↗6 636 803                                       | ↗6 747 323                                       | ↗7 037 590                                       |                                                  |                                                  |                                                  |                                                  |                                                  |                                                  |

### Демографические данные
| Год  | Население | Количество родившихся | Количество умерших | Естественный прирост | ОКР на 1000 жителей | ОКС на 1000 жителей | СКР (общий) |
| ---- | --------- | --------------------- | ------------------ | -------------------- | ------------------- | ------------------- | ----------- |
| 2011 | 5 477 620 | 149 612               | 35 941             | 113 671              | 27,46               | 6,56                | 3,09        |
| 2012 | 5 551 888 | 154 918               | 36 186             | 118 732              | 27,90               | 6,52                | 3,15        |
| 2013 | 5 663 133 | 155 520               | 34 880             | 120 640              | 27,46               | 6,16                | 3,11        |
| 2014 | 5 776 570 | 161 813               | 35 564             | 126 249              | 28,01               | 6,16                | 3,19        |
| 2015 | 5 895 062 | 163 452               | 34 808             | 128 644              | 27,73               | 5,90                | 3,19        |
| 2016 | 6 019 480 | 158 160               | 33 475             | 124 685              | 26,27               | 5,56                | 3,06        |
| 2017 | 6 140 200 | 153 620               | 33 166             | 120 454              | 25,02               | 5,40                | 2,95        |
| 2018 | 6 256 730 | 171 149               | 32 989             | 138 160              | 27,35               | 5,27                | 3,28        |
| 2019 | 6 389 500 | 173 484               | 33 295             | 140 189              | 27.15               | 5.21                | 3.3         |
| 2020 | 6 523 529 | 158 112               | 39 977             | 118 135              | 24.24               | 6.13                | 3           |
| 2021 | 6 636 803 | 150 164               | 38 875             | 111 289              | 22.63               | 5.86                | 2.9         |
| 2022 | 6 747 323 | 150 225               | 31 401             | 118 824              | 22.26               | 4.66                | 2.81        |
| 2023 | 7 037 590 | 145,977               | 31,500             | 114,477              | 20.74               | 4.47                |             |
| 2024 |           |                       |                    |                      |                     |                     |             |

- United Nations, Department of Economic and Social Affairs — Population Division — World Population Prospects, the 2015 Revision
- Национальный статистический комитет Кыргызской Республики — Население

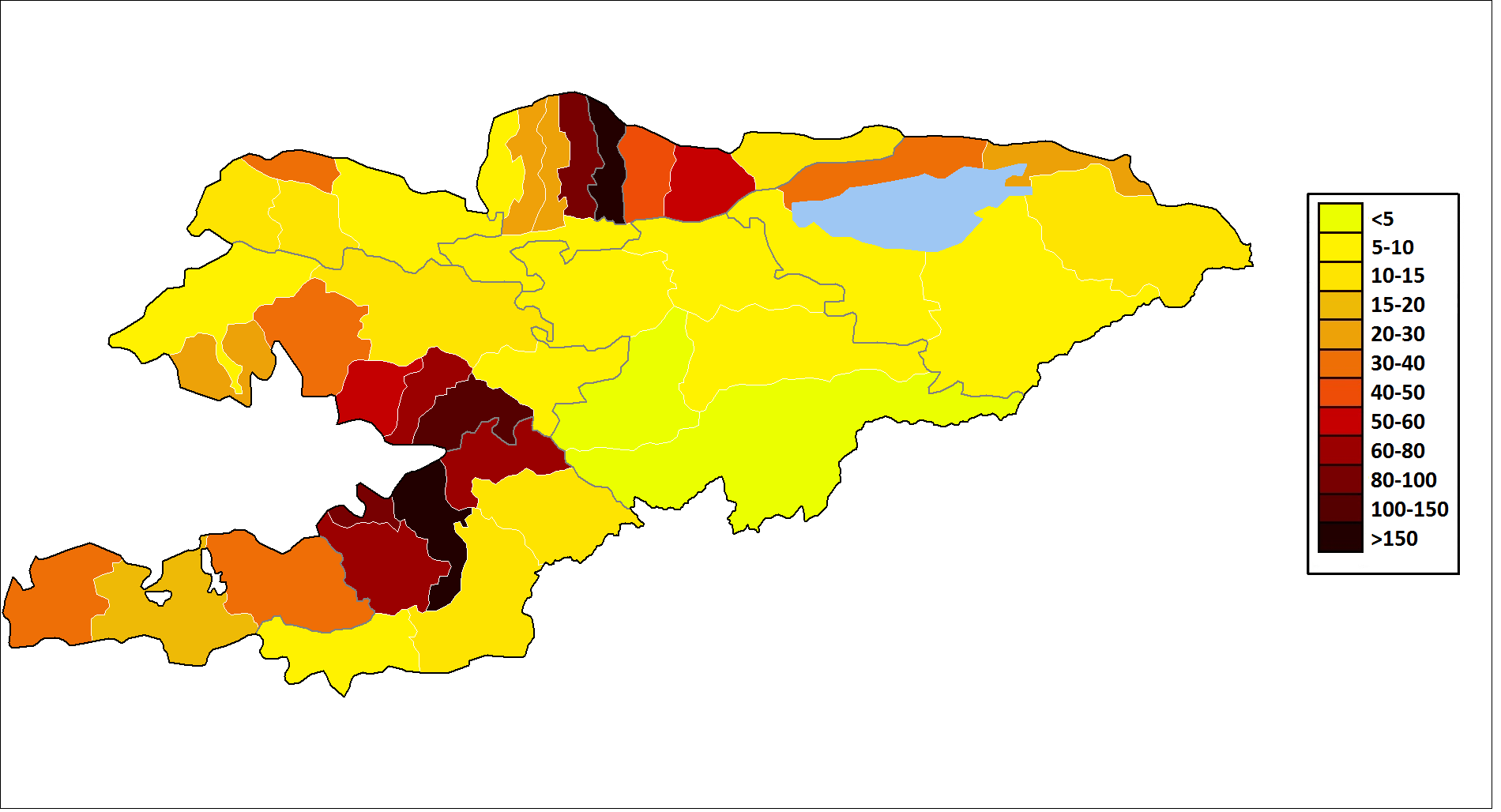
Плотность населения Кыргызстана за 2015 г.

## Переписи населения
Основная статья: Перепись населения Кыргызстана (1999)
Первая национальная перепись населения Кыргызской Республики 1999 года прошла в марте, ровно через 10 лет после Всесоюзной переписи населения СССР 1989 года. Первая после обретения независимости перепись населения Кыргызстана проводилась в период с 23 по 24 марта 1999 года. К началу 2000 года были опубликованы основные результаты первой переписи населения страны. Численность населения Кыргызской Республики по итогам переписи населения 1999 года составила 4 822 938 человек, что на 565 тыс. (на 13,3 %) больше чем по переписи 1989 года. Характерной особенностью Кыргызстана является его слабая урбанизация: 60 % населения страны по-прежнему живёт в сёлах, особенно это касается киргизов и узбеков.
Основная статья: Перепись населения Кыргызстана (2009)
Перепись населения и жилищного фонда Кыргызской Республики 2009 года — вторая, после обретения суверенитета, перепись населения Кыргызстана. Проводилась в период с 23 по 24 марта 1999 года. Численность населения Кыргызской Республики по итогам переписи населения 2009 года составила 5 362 793 человек, увеличившись на 540 тыс. (на 11,2 %) человек по сравнению с переписью 1999 года. Городское население составило в 2009 году 1 828 200 человек (34,1 %).
Перепись населения и жилищного фонда Кыргызской Республики 2020 года.
В период с 25 марта по 3 апреля 2019 года в Чуйском районе и городе Токмоке Чуйской области была проведена пробная (пилотная) перепись населения, в работе было задействовано 277 человек, 55 инструкторов-контролёров и 13 координаторов переписных отделов, было проведено в режиме офф-лайн тестирование мобильного приложения для ввода сведений о населении в электронный формат вопросника пилотной переписи.
Перепись населения планировалось провести с 23 марта по 1 апреля 2020 года. Однако в связи с эпидемией COVID-19 её отложили сначала на месяц, а потом на неопределенный срок.
Первый этап переписи прошел с 25 марта по 3 апреля 2022 года. Второй этап стартовал 23 апреля и продлился до 2 мая.

## Этнический состав
В 1941—1985 годы киргизы не составляли абсолютного большинства в Кыргызстане, так как в долинах и городах проживало много других этносов, прежде всего русские и украинцы, а также узбеки на юге республики. В 1959 году киргизы составляли 40,4 %, русские — 30,3 %, узбеки — 10,6 %, украинцы — 6,6 %, татары — 2,7 %, немцы — 1,9 % и др. — 7,5 %. На территории республики также оказалось значительное количество депортированных народов, в особенности, немцев, которых к 1989 году было более 100 тысяч человек, но через 20 лет их число сократилось в 10 раз. Основная причина резкого сокращения численности немецкого населения — массовый выезд за рубеж (прежде всего в Германию). Только за 1989—1999 годы миграционный отток немцев Кыргызстана составил 86195 человек. В дальнейшем выезд немцев из республики постепенно замедлился — в 2003 году миграционный отток из Кыргызстана в Германию (лиц всех национальностей) составил 1979 человек, в 2004 году — 1507 человек, в 2005 году — 756 человек, в 2006 году — 272 человека, в 2007 году — 248 человек. Помимо немцев из Кыргызстана активно уезжали евреи — за 1989—1999 годы миграционный отток среди евреев республики составил 4170 человек.
Распад СССР, последовавшие за ним кризисные явления 90-х годов, эмиграция, а также низкий уровень рождаемости привели к постепенному снижению численности русскоязычного населения. Значительная часть русскоязычного населения Кыргызстана эмигрировала в первые же годы независимости, хотя присутствие русских по-прежнему заметно в Чуйской области и городе Бишкеке. Также уезжали представители некоторых тюркских этносов — например, в 1989—1999 годах миграционный отток татар составил 22364 человека, казахов — 1111 человек. Тем не менее, в Кыргызстане некоторые нацменьшинства показывают положительную демографическую динамику, в первую очередь узбеки, дунгане и таджики, численность которых растёт в абсолютных и относительных цифрах за счёт высокой рождаемости и иммиграции из сопредельных республик.
Киргизы в настоящее время являются самой многочисленной группой во всех областях (от 98,5 % в Нарынской области) до 43,8 % в Чуйской (1999 г., до 59,1 % к 2009 году). В столице доля киргизов поднялась с 22,7 % (138 тыс.) в 1989 г. до 52,1 % (397 тыс. чел.) в 1999 году и до 66,2 % в 2009 году, хотя раньше в городе всегда преобладали русские. Доля русских в Бишкеке сократилась с 55,8 % (341 тыс.) в 1989 году до 33,2 % (253 тыс.) в 1999 году и до 23,0 % (192 тыс.) в 2009 году. В Чуйской области, где русские также ранее преобладали, их доля опустилась до 31,9 % (246 тыс.) в 1999 году и до 20,8 % (167 тыс.) в 2009 году. Узбеки в 2009 году составляли относительное большинство населения в городе Ош (49,0 %), и абсолютно преобладают в практически моноэтничном городе Узген (90 %). Их доля достигает 14,4 % в Баткенской, 24,4 % в Джалал-Абадской и 31,1 % в Ошской областях в 1999 году. Дунгане составляют 5,7 % населения Чуйской области (1999 г.).
|                       | числен- ность по переписи 1959 года | %        | числен- ность по переписи 1989 года | %        | числен- ность по переписи 1999 года | %        | числен- ность по переписи 2009 года | %        | числен- ность согласно оценке 2018 года | %        | числен- ность согласно оценке 2021 года | %        | числен-ность согласно оценке 2022 года | %        | числен-ность согласно оценке 2023 года | %        |
| --------------------- | ----------------------------------- | -------- | ----------------------------------- | -------- | ----------------------------------- | -------- | ----------------------------------- | -------- | --------------------------------------- | -------- | --------------------------------------- | -------- | -------------------------------------- | -------- | -------------------------------------- | -------- |
| Кыргызстан            | 2065009                             | 100,00 % | 4257755                             | 100,00 % | 4822938                             | 100,00 % | 5362793                             | 100,00 % | 6256730                                 | 100,00 % | 6636803                                 | 100,00 % | 6 747 323                              | 100,00 % | 7 037 590                              | 100,00 % |
| Киргизы               | 836831                              | 40,52 %  | 2229663                             | 52,37 %  | 3128147                             | 64,86 %  | 3804788                             | 70,95 %  | 4587430                                 | 73,32 %  | 4896182                                 | 73,77 %  | 4 995 877                              | 74,04 %  |                                        |          |
| Узбеки                | 218640                              | 10,59 %  | 550096                              | 12,92 %  | 664950                              | 13,79 %  | 768405                              | 14,33 %  | 918262                                  | 14,68 %  | 985358                                  | 14,85 %  | 999 300                                | 14,81 %  |                                        |          |
| Русские               | 623562                              | 30,20 %  | 916558                              | 21,53 %  | 603201                              | 12,51 %  | 419583                              | 7,82 %   | 352960                                  | 5,64 %   | 341351                                  | 5,14 %   | 335 237                                | 4,97 %   |                                        |          |
| Дунгане               | 11088                               | 0,54 %   | 36928                               | 0,87 %   | 51766                               | 1,07 %   | 58409                               | 1,09 %   | 70534                                   | 1,13 %   | 75437                                   | 1,14 %   | 76 573                                 | 1,135 %  |                                        |          |
| Уйгуры                | 13157                               | 0,64 %   | 36779                               | 0,86 %   | 46944                               | 0,97 %   | 48543                               | 0,91 %   | 57002                                   | 0,91 %   | 60210                                   | 0,91 %   | 61 033                                 | 0,90 %   |                                        |          |
| Таджики               | 15221                               | 0,74 %   | 33518                               | 0,79 %   | 42636                               | 0,88 %   | 46105                               | 0,86 %   | 54976                                   | 0,88 %   | 58913                                   | 0,89 %   | 60 148                                 | 0,8914 % |                                        |          |
| Турки                 | 542                                 | 0,03 %   | 21294                               | 0,50 %   | 35524                               | 0,74 %   | 39133                               | 0,73 %   | 43411                                   | 0,69 %   | 45322                                   | 0,68 %   | 45 899                                 | 0,68 %   |                                        |          |
| Казахи                | 20061                               | 0,97 %   | 37318                               | 0,88 %   | 42657                               | 0,88 %   | 33198                               | 0,62 %   | 35541                                   | 0,57 %   | 36706                                   | 0,55 %   | 36 854                                 | 0,5462 % |                                        |          |
| Татары                | 56209                               | 2,72 %   | 70068                               | 1,65 %   | 45503                               | 0,94 %   | 31491                               | 0,59 %   | 27200                                   | 0,43 %   | 26507                                   | 0,40 %   | 26 079                                 | 0,3865 % |                                        |          |
| Азербайджанцы         | 10428                               | 0,50 %   | 15775                               | 0,37 %   | 14014                               | 0,29 %   | 17267                               | 0,32 %   | 20406                                   | 0,33 %   | 21389                                   | 0,32 %   | 21 607                                 | 0,32 %   |                                        |          |
| Корейцы               | 3622                                | 0,18 %   | 18355                               | 0,43 %   | 19784                               | 0,41 %   | 17299                               | 0,32 %   | 17074                                   | 0,27 %   | 17094                                   | 0,26 %   | 16 950                                 | 0,2512 % |                                        |          |
| Украинцы              | 137031                              | 6,64 %   | 108027                              | 2,54 %   | 50442                               | 1,05 %   | 21924                               | 0,41 %   | 11252                                   | 0,18 %   | 9243                                    | 0,14 %   | 8 402                                  | 0,1245 % |                                        |          |
| Курды                 | 4783                                | 0,23 %   | 14262                               | 0,33 %   | 11620                               | 0,24 %   | 13166                               | 0,25 %   | н. д.                                   | н. д.    | н. д.                                   | н. д.    |                                        |          |                                        |          |
| Немцы                 | 39915                               | 1,93 %   | 101309                              | 2,38 %   | 21471                               | 0,45 %   | 9487                                | 0,18 %   | 8269                                    | 0,13 %   | 8132                                    | 0,12 %   | 7 886                                  | 0,1169 % |                                        |          |
| Туркмены              |                                     |          |                                     |          |                                     |          |                                     |          | 2139                                    | 0,0342 % | 2150                                    | 0,0324 % | 2 159                                  | 0,0320 % |                                        |          |
| Чеченцы               |                                     |          |                                     |          |                                     |          |                                     |          | 1690                                    | 0,027 %  | 1708                                    | 0,0257 % | 1 709                                  | 0,0253 % |                                        |          |
| Армяне                |                                     |          |                                     |          |                                     |          |                                     |          | 797                                     | 0,0127 % | 778                                     | 0,0117 % |                                        |          |                                        |          |
| Белорусы              |                                     |          |                                     |          |                                     |          |                                     |          | 851                                     | 0,0136 % | 736                                     | 0,0111 % |                                        |          |                                        |          |
| Грузины               |                                     |          |                                     |          |                                     |          |                                     |          | 570                                     | 0,0091 % | 575                                     | 0,0087 % |                                        |          |                                        |          |
| Евреи                 |                                     |          |                                     |          |                                     |          |                                     |          | 455                                     | 0,0073 % | 433                                     | 0,0065 % |                                        |          |                                        |          |
| Молдаване             |                                     |          |                                     |          |                                     |          |                                     |          | 374                                     | 0,006 %  | 362                                     | 0,0055 % |                                        |          |                                        |          |
| Литовцы               |                                     |          |                                     |          |                                     |          |                                     |          | 144                                     | 0,0022 % | 144                                     | 0,0022 % |                                        |          |                                        |          |
| Эстонцы               |                                     |          |                                     |          |                                     |          |                                     |          | 98                                      | 0,0016 % | 93                                      | 0,0014 % |                                        |          |                                        |          |
| Латыши                |                                     |          |                                     |          |                                     |          |                                     |          | 75                                      | 0,0012 % | 74                                      | 0,0012 % |                                        |          |                                        |          |
| Другие национальности |                                     |          |                                     |          |                                     |          |                                     |          | 45220                                   | 0,723 %  | 47906                                   | 0,722 %  | 48 491                                 | 0,7188 % |                                        |          |

### Национальный состав по регионам

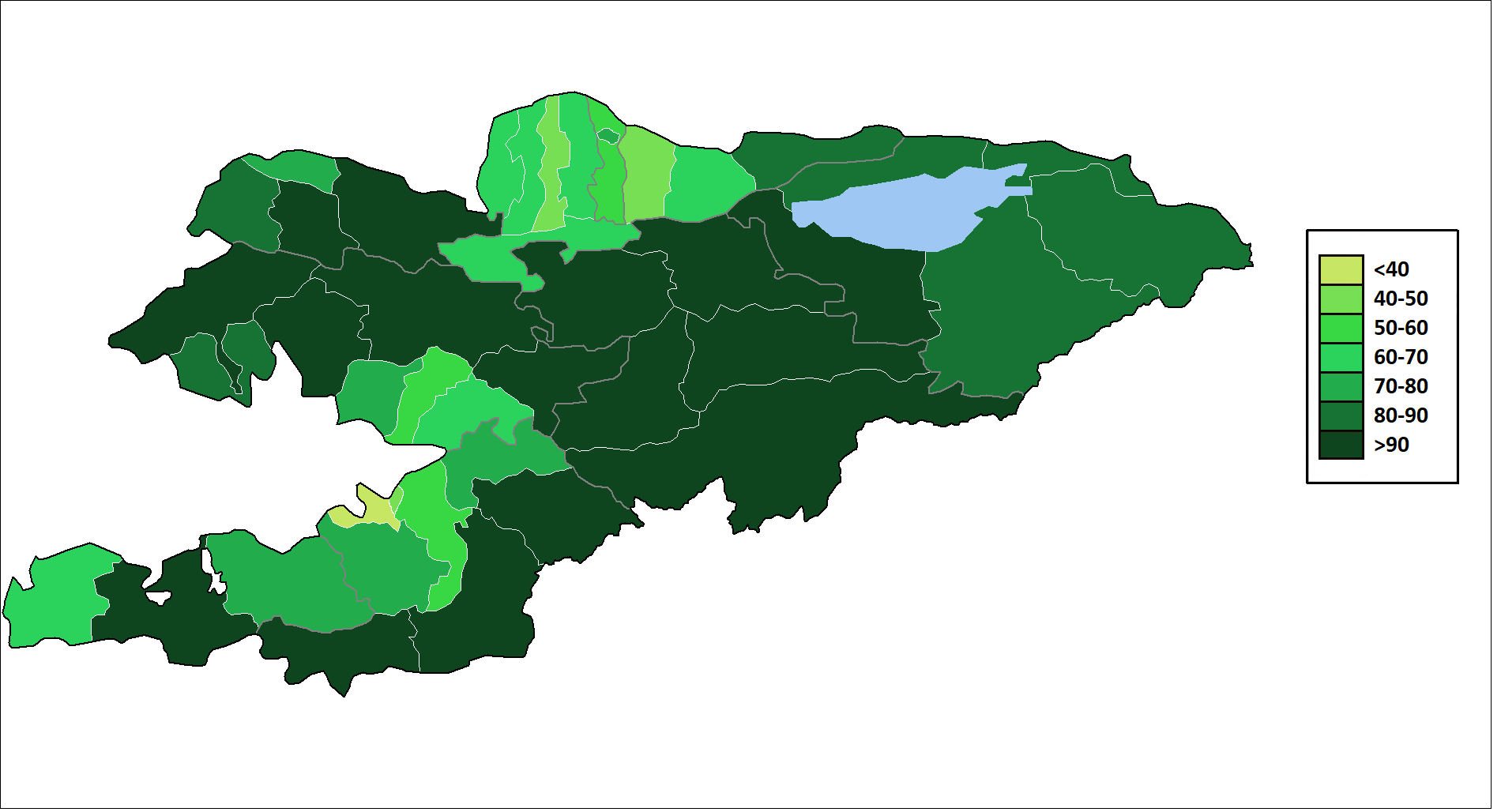
Процент киргизов в Кыргызстане по муниципальным образованиям

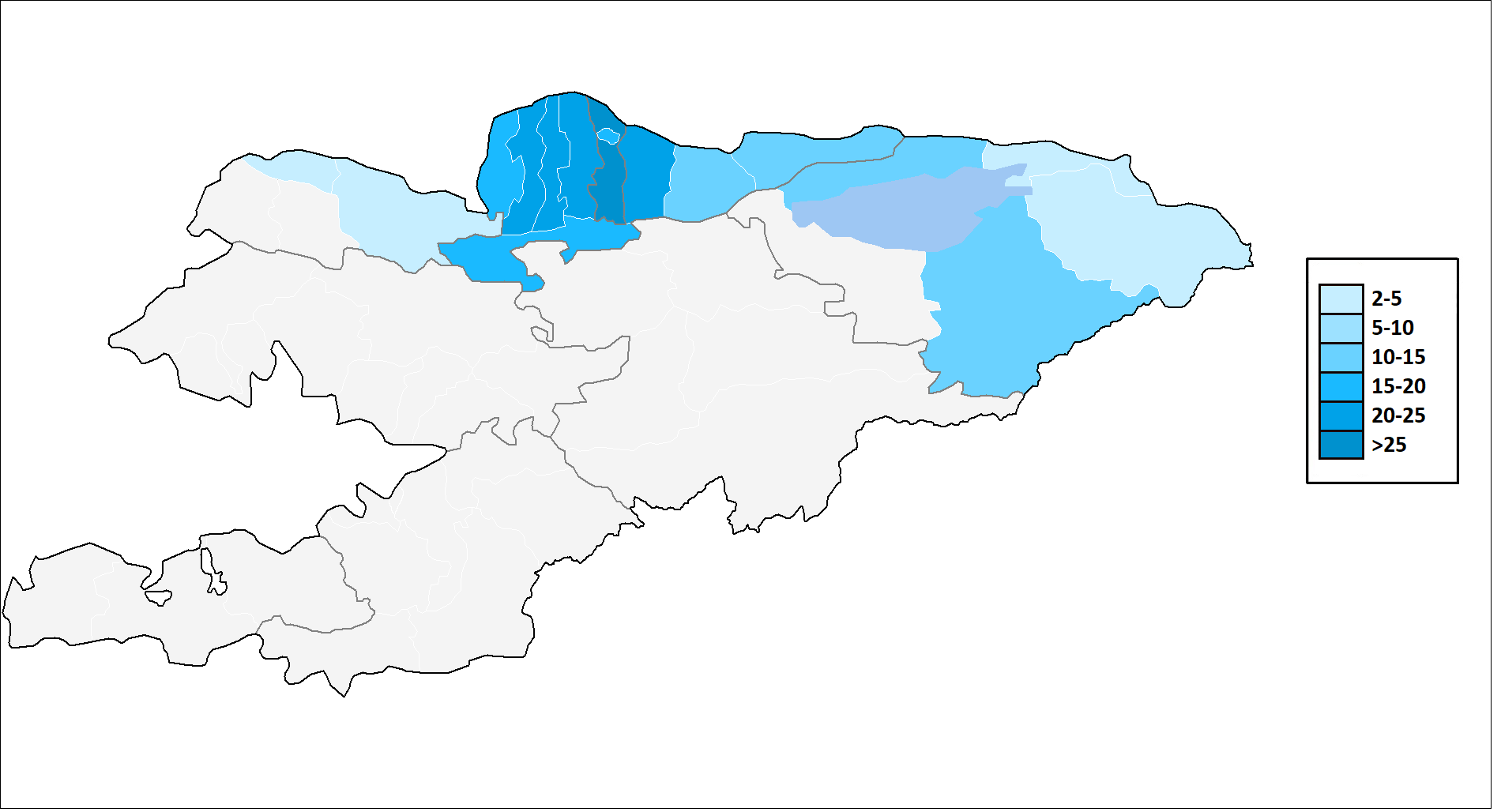
Процент русских в Кыргызстане по муниципальным образованиям

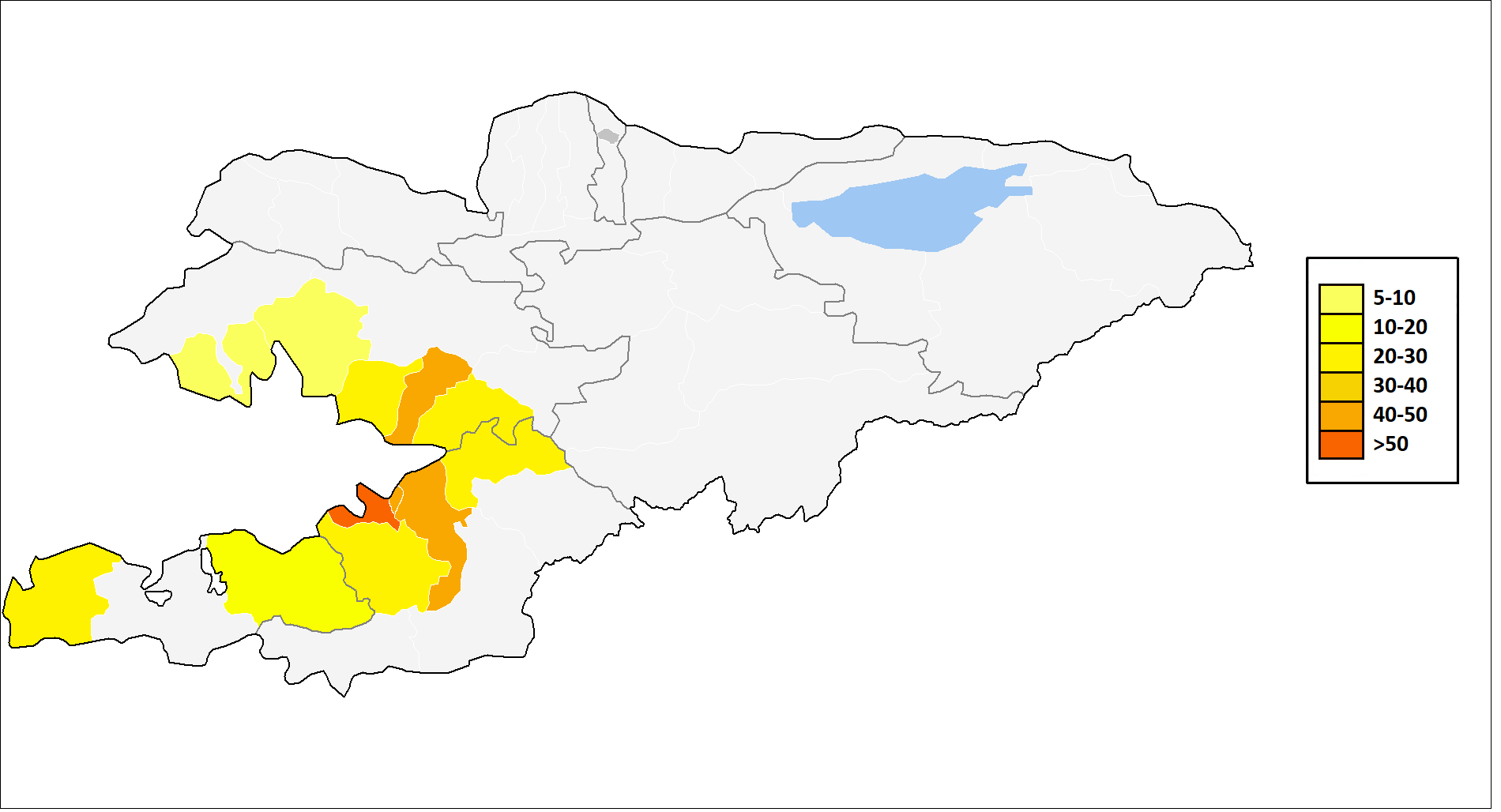
Процент узбеков в Кыргызстане по муниципальным образованиям

| Область                  | Насе- ление | Кирги- зы | Узбе- ки | Рус- ские | Дунга- не | Уйгу- ры | Таджи- ки | Тур- ки | Каза- хи | Тата- ры | Украин- цы | Корей- цы | Азер- байд- жан- цы | Кур- ды | Нем- цы | Калмы- ки |
| ------------------------ | ----------- | --------- | -------- | --------- | --------- | -------- | --------- | ------- | -------- | -------- | ---------- | --------- | ------------------- | ------- | ------- | --------- |
| Кыргызстан               | 5362793     | 3804788   | 768405   | 419583    | 58409     | 48543    | 46105     | 39133   | 33198    | 31424    | 21924      | 17299     | 17267               | 13166   | 9487    | 4176      |
| Баткенская область       | 428636      | 327739    | 63048    | 3560      | 2         | 264      | 29569     | 888     | 187      | 1910     | 96         | 82        | 40                  | 194     | 13      | 0         |
| Джалал-Абадская область  | 1009889     | 725321    | 250748   | 9120      | 36        | 3271     | 5642      | 5842    | 692      | 3694     | 789        | 237       | 996                 | 1902    | 210     | 14        |
| Иссык-Кульская область   | 438389      | 377994    | 2982     | 35275     | 3124      | 3897     | 47        | 78      | 6464     | 2098     | 1170       | 133       | 54                  | 0       | 300     | 3801      |
| Нарынская область        | 257768      | 255799    | 568      | 157       | 429       | 339      | 0         | 15      | 215      | 153      | 23         | 1         | 1                   | 0       | 2       | 0         |
| Ошская область           | 1104248     | 758036    | 308688   | 1552      | 793       | 11181    | 6711      | 10934   | 493      | 1337     | 126        | 47        | 3224                | 287     | 15      | 3         |
| Таласская область        | 226779      | 208399    | 1779     | 4356      | 91        | 131      | 32        | 1547    | 3049     | 299      | 500        | 70        | 22                  | 5547    | 384     | 4         |
| Чуйская область          | 803230      | 474805    | 14755    | 167135    | 49802     | 15276    | 2600      | 11124   | 12800    | 6482     | 10850      | 4388      | 10196               | 4544    | 5919    | 109       |
| Бишкек, город респ.подч. | 835743      | 552957    | 11801    | 192080    | 4040      | 13380    | 817       | 3149    | 9013     | 12712    | 7987       | 12014     | 2142                | 489     | 2554    | 239       |
| Ош, город респ.подч.     | 258111      | 123738    | 114036   | 6348      | 92        | 804      | 687       | 5556    | 285      | 2739     | 383        | 327       | 592                 | 203     | 90      | 6         |

| Область                  | %        | Кирги- зы | Узбе- ки | Рус- ские | Дунга- не | Уйгу- ры | Таджи- ки | Тур- ки | Каза- хи | Тата- ры | Украин- цы | Корей- цы | Азер- байд- жан- цы | Кур- ды | Нем- цы | Калмы- ки |
| ------------------------ | -------- | --------- | -------- | --------- | --------- | -------- | --------- | ------- | -------- | -------- | ---------- | --------- | ------------------- | ------- | ------- | --------- |
| Кыргызстан               | 100,00 % | 70,95 %   | 14,33 %  | 7,82 %    | 1,09 %    | 0,91 %   | 0,86 %    | 0,73 %  | 0,62 %   | 0,59 %   | 0,41 %     | 0,32 %    | 0,32 %              | 0,25 %  | 0,18 %  | 0,08 %    |
| Баткенская область       | 100,00 % | 76,46 %   | 14,71 %  | 0,83 %    | 0,00 %    | 0,06 %   | 6,90 %    | 0,21 %  | 0,04 %   | 0,45 %   | 0,02 %     | 0,02 %    | 0,01 %              | 0,05 %  | 0,00 %  | 0,00 %    |
| Джалал-Абадская область  | 100,00 % | 71,39 %   | 24,68 %  | 0,90 %    | 0,00 %    | 0,32 %   | 0,56 %    | 0,58 %  | 0,36 %   | 0,36 %   | 0,08 %     | 0,02 %    | 0,10 %              | 0,19 %  | 0,02 %  | 0,00 %    |
| Иссык-Кульская область   | 100,00 % | 86,22 %   | 0,68 %   | 8,05 %    | 0,71 %    | 0,89 %   | 0,01 %    | 0,02 %  | 1,47 %   | 0,48 %   | 0,27 %     | 0,03 %    | 0,01 %              | 0,00 %  | 0,07 %  | 0,87 %    |
| Нарынская область        | 100,00 % | 99,24 %   | 0,22 %   | 0,06 %    | 0,17 %    | 0,13 %   | 0,00 %    | 0,01 %  | 0,08 %   | 0,06 %   | 0,01 %     | 0,00 %    | 0,00 %              | 0,00 %  | 0,00 %  | 0,00 %    |
| Ошская область           | 100,00 % | 68,65 %   | 27,95 %  | 0,14 %    | 0,07 %    | 1,01 %   | 0,61 %    | 0,99 %  | 0,04 %   | 0,12 %   | 0,01 %     | 0,00 %    | 0,29 %              | 0,03 %  | 0,00 %  | 0,00 %    |
| Таласская область        | 100,00 % | 91,90 %   | 0,78 %   | 1,92 %    | 0,04 %    | 0,06 %   | 0,01 %    | 0,68 %  | 1,34 %   | 0,13 %   | 0,22 %     | 0,03 %    | 0,01 %              | 2,45 %  | 0,17 %  | 0,00 %    |
| Чуйская область          | 100,00 % | 59,11 %   | 1,84 %   | 20,81 %   | 6,20 %    | 1,90 %   | 0,32 %    | 1,38 %  | 1,59 %   | 0,81 %   | 1,35 %     | 0,55 %    | 1,27 %              | 0,57 %  | 0,74 %  | 0,01 %    |
| Бишкек, город респ.подч. | 100,00 % | 66,16 %   | 1,41 %   | 22,98 %   | 0,48 %    | 1,60 %   | 0,10 %    | 0,38 %  | 1,08 %   | 1,52 %   | 0,96 %     | 1,44 %    | 0,26 %              | 0,06 %  | 0,31 %  | 0,03 %    |
| Ош, город респ.подч.     | 100,00 % | 47,94 %   | 44,18 %  | 2,46 %    | 0,04 %    | 0,31 %   | 0,27 %    | 2,15 %  | 0,11 %   | 1,06 %   | 0,15 %     | 0,13 %    | 0,23 %              | 0,08 %  | 0,03 %  | 0,00 %    |

### История
Немцы
Часть немцев проживала в регионе уже в XIX веке, когда в этом регионе начали поселяться первые немецкие менониты, которые покинули свои дома по причине религиозных преследований. Было лишь несколько тысяч человек, живущих на севере, в районе Таласа, где они основали деревни-поселения Николайпол, Владимировку, Андреевку, Романовку позднее соединённую с Николайполом.
Ещё в 1944 году жило в Киргизской ССР около 4000 немцев. В 1941—1945 годах в республики Средней Азии было переселено около 500 000 немцев. В 1989 году в Киргизской ССР жило 101 000 немцев, что составляло 2,4 % от общей численности населения республики.
Дагестанцы
Дагестанцы, как и многие другие народы Кавказа, подверглись депортации и ссылке по разным обвинениям − в процессе раскулачивания, за инакомыслие и религиозную деятельность. В 1936 году СНК СССР принял постановление (от 21 мая, № 911−150 сс) «О переселении 1000 кулацких хозяйств из Дагестана и Чечено-Ингушской области», на основании которого несколько тысяч человек были высланы в Киргизскую ССР.
Татары
Татары живут в Кыргызстане в количестве 27 341 человек. Под термином татары понимаются многие из первоначальных групп населения Поволжья, южного Урала, Сибири, а также переселенцы из Средней Азии. Их общей чертой является использование различных диалектов татарского языка кыпчакской подгруппы тюркских языков. К поволжским татарам также относится группа мишаров (можары, мещеры), тюркоязычных жителей из Симбирской и «Казахской» губернии, живущие в Нижнем Поволжье и на южном Урале.
К категории сибирских татар также ранее принадлежали и так называемые бухарские татары, первоначально жители Средней Азии и Восточного Туркестана, которые в Сибири оказались как купцы.
Татары расселены дисперсно по территории страны, чаще в городах. Их число продолжает снижаться из-за переселения в Россию и бывшие сильные диаспоры распадаются.
Дунгане
В конце XIX века, вскоре после подавления центральным правительством Китая дунганского восстания в Кыргызстане из северо-западного Китая переселяются тысячи дунган (мусульман-китайцев). Традиционно дунгане славились как хорошие земледельцы и садоводы, их поливные сады служили образцом для соседей. (Стоит отметить, что этноним «дунгане» используется преимущественно на территории России и других стран СНГ: принятое в Китае самоназвание передаётся по-русски (с целью благозвучия) как «хуэй». Кроме земледелия, огородничества и садоводства, традиционное занятие дунган в Средней Азии — торговля и мелкий бизнес (например, ресторанный). Район преимущественного расселения этого меньшинства — Чуйская долина (Токмок, деревня Александровка, Милянфан, Кен-Булун), село Таширов (Ошская обл. Кара-Сууйский район) и район озера Иссык-Куль (Каракол, деревня Ырдык). Сегодняшняя Киевская улица в Бишкеке раньше носила название Дунганская. Часть киргизских дунган в 2000-е годы переселилась в Россию, в основном в Ровенский район Саратовской области, где дунгане расселились компактно, в первую очередь в сёлах Привольное, Скатовка, Кочетное.
Казахи
В Чуйской области проживает 13 000 казахов, в Иссык-Кульской — 7000, в Бишкеке — 10 000; ни в одном другом регионе страны численность казахов не превышает 700 (2016). В 1926 году численность казахов в Кыргызстане составляла всего 1,7 тыс. человек в сравнении с численностью киргизов 661 000.
Проведение политик коллективизации и раскулачивания привели к голоду в Казакской АССР в 1932—1933 годах, что привело к значительному переселению казахов на территорию Киргизской АССР. Перепись 1939 года показала, что численность казахов в Киргизской ССР составила 23 925 человек, в 1970 году — 21 998, в 1979 году — 27 442, в 1989 году — 37 318. В период после образования независимости Кыргызстаном имела место репатриация части казахской общины в Казахстан (суммарно свыше 12 000 человек отрицательного миграционного сальдо), что привело к сокращению численности казахов в Кыргызстане до уровня 34 615 чел. (по состоянию на 1 января 2016 года).
В Иссык-Кульской области также проживает некоторое количество казахов. Незначительное количество казахов проживает в городе Кара-Суу Ошской области («Казак-махалля»).
Уйгуры
Часть уйгуров в 1820-е годы пришла в Кыргызстан из китайской провинции Синьцзян, вторая волна эмигрантов последовала начиная с 1950-х годов, в количестве несколько тысяч человек (особенно во время китайской «культурной революции»).
В отличие от дунган этнос уйгуров относится к тюркским и, таким образом, отличается от основной массы людей в Китае не только религией, но и культурными и языковыми традициями (уйгурский язык относится к восточной группе тюркской ветви алтайской языковой семьи). Тем не менее, на территории СНГ, как дунгане, так и уйгуры характеризуются некоторым культурным сходством. Сегодня в Кыргызстане проживает 54 810 уйгуров, в основном в г. Бишкек, и его окрестностях, а также в Оше и Джалал-Абаде. В Бишкеке уйгуры проживают компактно в жилых массивах Токольдош, Лебединовка, Новопокровка, на юге Кыргызстана имеется крупное уйгурское селение Кашкар-Кыштак. На юге страны уйгуры (а также дунгане и казахи) в значительной степени ассимилированы узбеками.
Уйгурская община городов, в основном занята в малом и среднем бизнесе, в сферах общепита и торговли, в том числе крупно-оптовой с КНР, а в селении Кашкар-Кыштак в основном в сельском хозяйстве.
Украинцы
На территории Кыргызстана украинцы появились вместе с русскими — в первую очередь переселялись из Полтавской области Украины и из России.
Турки
Турки составляют одно из самых значительных национальных меньшинств.
Также на территории Кыргызстана проживает незначительное число карачаевцев и балкарцев оказавшихся здесь в результате депортации 1943 года.
Существует мнение, что численность населения по официальным данным публикуется по формальному признаку, так как якобы подтвердить данные приведённые в официальных источниках не представляется возможным. Последняя перепись населения Кыргызстана (2009 год) прошла с нарушениями такого характера, что не может рассматриваться в качестве объективной информации.

## Население регионов
| Область                 | 1999 г.   | 2010 г.   | 2020 г.   | 2023 г. |
| ----------------------- | --------- | --------- | --------- | ------- |
| Баткенская область      | 382 426   | 433 800   | 537 300   | 570 900 |
| Джалал-Абадская область | 869 258   | 1 023 200 | 1 238 800 | 1311000 |
| Иссык-Кульская область  | 413 149   | 441 300   | 496 100   | 538 400 |
| Нарынская область       | 249 115   | 259 300   | 289 600   | 308 400 |
| Ошская область          | 967 479   | 1 117 900 | 1 368 100 | 1460400 |
| Таласская область       | 199 872   | 229 000   | 267 400   | 273 500 |
| Чуйская область         | 770 811   | 808 200   | 959 800   | 1068700 |
| город Бишкек            | 762 308   | 846 500   | 1 053 900 | 1145000 |
| город Ош                | 208 520   | 259 100   | 312 500   | 361 300 |
| всего                   | 4 822 938 | 5 418 300 | 6 523 500 | 7037600 |

## Города Кыргызстана
Население городов указано без административно подчинённых им посёлков городского типа и сёл.
| город        | область         | Население |
| Бишкек       | -               | 1 083 385 |
| Ош           | -               | 304 104   |
| Джалал-Абад  | Джалал-Абадская | 115 078   |
| Токмок       | Чуйская         | 90 340    |
| Каракол      | Иссык-Кульская  | 82 760    |
| Узген        | Ошская          | 64 005    |
| Базар-Коргон | Джалал-Абадская | 58 136    |
| Балыкчи      | Иссык-Кульская  | 51 516    |
| Кара-Балта   | Чуйская         | 48 744    |
| Кызыл-Кия    | Баткенская      | 43 745    |
| Нарын        | Нарынская       | 41 419    |
| Талас        | Таласская       | 41 228    |
| Кара-Суу     | Ошская          | 27 149    |
| Таш-Кумыр    | Джалал-Абадская | 24 335    |
| Раззаков     | Баткенская      | 23 500    |
| Кара-Куль    | Джалал-Абадская | 23 205    |
| Кант         | Чуйская         | 22 874    |
| Майлуу-Суу   | Джалал-Абадская | 22 549    |
| Токтогул     | Джалал-Абадская | 20 876    |
| Баткен       | Баткенская      | 20 223    |
| Кербен       | Джалал-Абадская | 18 977    |
| Ноокат       | Ошская          | 18 791    |
| Кочкор-Ата   | Джалал-Абадская | 17 680    |
| Сулюкта      | Баткенская      | 14 843    |
| Чолпон-Ата   | Иссык-Кульская  | 14 460    |
| Кок-Жангак   | Джалал-Абадская | 12 254    |
| Айдаркен     | Баткенская      | 12 205    |
| Кемин        | Чуйская         | 10 426    |
| Шопоков      | Чуйская         | 10 349    |
| Каинды       | Чуйская         | 9 701     |
| Кадамжай     | Баткенская      | 7 342     |
| Орловка      | Чуйская         | 6 175     |

## Языковая ситуация
Родной язык по переписи 1999 года:
- Киргизский язык 65,2 % (3,145 млн)
- Русский язык 14,7 % (710 тыс.)
- Узбекский язык 14,0 % (674 тыс.)
- Прочие 6,1 % (294 тыс.)

Владение языками (кроме родного):
- Русский язык 60,0 %
- Киргизский язык 15,5 %
- Узбекский язык 9,2 %
- Прочие 7,3 %

## Возрастной и половой состав
Население республики постепенно стареет, хотя в целом остается молодым (средний возраст по переписи 2009 года 27,6 лет): доля детей 0 — 14 лет в 1989—2009 годах снизилась с 37,4 % до 30,3 %. Доля мужчин в общей численности населения в 1989—1999 годах выросла с 48,8 % до 49,4 % и почти сравнялась с количеством женщин (в 2009 году на 1000 женщин приходилось 974 мужчины).

## Смертность
В республике сохраняется довольно высокий уровень детской смертности. В 2009 году из 1 тыс. мальчиков в возрасте до 1 года умерло 27,7 из 1 тыс. девочек до 1 года — 22,2. Для детей до 4 лет в 2009 году эти показатели составили 32,0 и 26,5.

## Миграционная ситуация
В 1990-е годы активизировались процессы эмиграции (в основном русскоязычных граждан - русских, украинцев, немцев, татар и др.), а также внутренней миграции сельского населения в крупные города. Переживающее спад постсоветское сельское хозяйство не могло сохранить большое количество новых рабочих мест, однако и в городах устроиться на работу молодым людям, зачастую не имеющим профессии и оказавшимся в чуждой социальной среде, было непросто.
Приток сельских мигрантов в города продолжается на протяжении всех лет независимости Киргизской республики из-за традиционно более высокой рождаемости в сельской местности. Однако, если в советское время миграция в той или иной степени контролировалась и обеспечивалась занятостью властями республики, то в постсоветские годы внутренние мигранты столкнулись с рядом проблем.
Недостаток рабочих мест внутри страны вызвал потоки внешней миграции (ПМЖ и трудовую), главным образом в Россию.
Вместе с тем, в отличие от России сельское население Кыргызстана продолжает составлять основную долю населения страны.
В связи с политической обстановкой в России по разным данным с начала 2022 года в Кыргызстан прибыло от 190 тыс. до 760 тыс. человек.